# Jamir Berdecio
José Jamir Berdecio Mendoza (Santa Cruz de la Sierra, 12 de agosto de 2002) es un futbolista boliviano. Juega como centrocampista en Oriente Petrolero de la Primera División de Bolivia.

## Trayectoria

### Inicios
Empezó como futbolista en las divisiones inferiores de la Academia Tahuichi Aguilera de su natal Santa Cruz de la Sierra.

### Oriente Petrolero
En 2021 fue fichado por Oriente Petrolero y debutó profesionalmente el 14 de marzo en la derrota en condición de visitante 5-2 ante The Strongest, en el Estadio Hernando Siles. Su entrenador fue Erwin Sánchez.
Ese año se consolidó como alternativa en el elenco refinero.
Durante el año 2022, Jamir comenzó a jugar con más regularidad en el equipo. El 15 de marzo, debutaría en copas internacionales en un partido válido por la Copa Sudamericana correspondiente al encuentro de vuelta contra Royal Pari, el cotejo terminaría en triunfo 3-0, logrando la clasificación a la fase de grupos.

### Cesión a Philadelphia Unión (2024)
El 17 de enero de 2024 se confirmó su préstamo al Philadelphia Union II de la MLS Next Pro.
Hizo su primera aparición con el club el 17 de marzo, en la victoria en casa por 2-1 sobre el Toronto FC II, siendo amonestado en el segundo tiempo.
En año en el conjunto estadunidense, Jamir sumó más de dos mil minutos en 31 participaciones con el equipo, fue parte del plantel que se consagró subcampeón de la temporada 2024 de la tercera categoría del fútbol de ese país.

## Selección nacional

### Selección absoluta
Realizó su debut internacional absoluto con la selección boliviana, el 31 de mayo de 2024, en un amistoso contra México, con derrota 0-1.

### Partidos internacionales
Actualizado hasta el 31 de mayo de 2024.
| Partidos internacionales | Partidos internacionales | Partidos internacionales               | Partidos internacionales | Partidos internacionales | Partidos internacionales | Partidos internacionales | Partidos internacionales | Partidos internacionales | Partidos internacionales |
| N.º                      | Fecha                    | Estadio                                | Local                    | Resultado                | Visitante                | Goles                    | DT                       | Competición              |                          |
| ------------------------ | ------------------------ | -------------------------------------- | ------------------------ | ------------------------ | ------------------------ | ------------------------ | ------------------------ | ------------------------ | ------------------------ |
| 1                        | 31 de mayo de 2024       | Soldier Field, Chicago, Estados Unidos | México                   | 1-0                      | Bolivia                  |                          | Antônio Carlos Zago      | Amistoso                 |                          |

### Resumen
| Selección boliviana | Selección boliviana | Selección boliviana |
| Año                 | Partidos            | Goles               |
| ------------------- | ------------------- | ------------------- |
| 2024                | 1                   | 0                   |
| Total               | 1                   | 0                   |

## Estadísticas

### Clubes
| Club                                 | Div.          | Temporada     | Liga  | Liga  | Copas nacionales | Copas nacionales | Torneos internacionales | Torneos internacionales | Total | Total |
| Club                                 | Div.          | Temporada     | Part. | Goles | Part.            | Goles            | Part.                   | Goles                   | Part. | Goles |
| ------------------------------------ | ------------- | ------------- | ----- | ----- | ---------------- | ---------------- | ----------------------- | ----------------------- | ----- | ----- |
| Oriente Petrolero · Bolivia          | 1.ª           | 2021          | 8     | 0     | —                | —                | —                       | —                       | 8     | 0     |
| Oriente Petrolero · Bolivia          | 1.ª           | 2022          | 16    | 0     | —                | —                | 2                       | 0                       | 18    | 0     |
| Oriente Petrolero · Bolivia          | 1.ª           | 2023          | 9     | 0     | 2                | 0                | 1                       | 0                       | 12    | 0     |
| Oriente Petrolero · Bolivia          | Total club    | Total club    | 33    | 0     | 2                | 0                | 3                       | 0                       | 38    | 0     |
| Philadelphia Union II Estados Unidos | 3.ª           | 2024          | 31    | 0     | —                | —                | —                       | —                       | 31    | 0     |
| Philadelphia Union II Estados Unidos | Total club    | Total club    | 31    | 0     | 0                | 0                | 0                       | 0                       | 31    | 0     |
| Total carrera                        | Total carrera | Total carrera | 64    | 0     | 2                | 0                | 3                       | 0                       | 69    | 0     |
| 1. 2. 3.                             |               |               |       |       |                  |                  |                         |                         |       |       |

### Resumen estadístico
| Competición       | Partidos | Goles |
| ----------------- | -------- | ----- |
| Primera División  | 33       | 0     |
| Copa DivPro       | 2        | 0     |
| MLS Next Pro      | 31       | 0     |
| Copa Sudamericana | 3        | 0     |
| Selección adulta  | 1        | 0     |
| Total             | 70       | 0     |